# Turricula profundorum
Turricula profundorum é uma espécie de gastrópode do gênero Turricula, pertencente a família Clavatulidae.